# Dosjei X
Dosjei X (eng. The X-Files) je američka znanstveno-fantastična dramska televizijska serija čiji je autor Chris Carter. U originalu serija se emitirala u razdoblju od 10. rujna 1993. do 19. svibnja 2002. godine. Sveukupno su snimljene 202 epizode emitirane u devet sezona. Dana 24. siječnja 2016. godine premijerno je započela s prikazivanjem deseta sezona serije koja se sastojala od šest epizoda. Nakon što se ponovno oživljavanje serije pokazalo uspješnim u smislu gledanosti, u travnju 2017. godine televizijska mreža Fox objavila je da će se Dosjei X vratiti na male ekrane i za jedanaestu sezonu koja će se sastojati od deset epizoda. Ta je sezona sa svojim prikazivanjem započela 3. siječnja 2018. godine. Uz televizijsku seriju u kino distribuciju puštena su dva dugometražna filma: prvi iz 1998. godine naziva Dosjei X: Borba s budućnosti (snimljen kao most između pete i šeste sezone serije koji svojom radnjom prati mitologiju serije), a drugi 2008. godine naziva Dosjei X: Želim vjerovati (snimljen šest godina nakon originalnog završetka emitiranja serije).
Glavni likovi serije su dvoje agenata FBI-a: Fox Mulder (David Duchovny) i Dana Scully (Gillian Anderson). Njih dvoje zaduženi su za istraživanje t.zv. Dosjea-X, neriješenih slučajeva koji uključuju paranormalne pojave. Mulder vjeruje u postojanje izvanzemaljaca i paranormalno, dok je Scully skeptik, a na slučajevima radi zbog znanstvene analize Mulderovih otkrića. U ranoj fazi serije oboje agenata postaju pijuni u mnogo većem sukobu što rezultira njihovim međusobnim povjerenjem. Tijekom serije njihova, iz početka, platonska veza pretvara se u ljubavnu priču. Uz mitološku priču koja se proteže kroz sve sezone, okosnica serije su i tzv. čudovište tjedna epizode koje čine dvije trećine kompletnog serijala. U takvim epizodama agenti Mulder i Scully istražuju čudne zločine koji u pravilu nemaju pretjerane veze s mitološkim dijelom priče, iako su poneke epizode važne za cijelu pozadinu serijala.
Serija Dosjei X inspirirana je starijim televizijskim serijama koje su se bavile temama napetosti i spekulativne fikcije, uključujući Alfred Hitchcock Presents, Zona sumraka, Night Gallrey, Tales from the Darkside te pogotovo Kolchak: Tne Night Stalker. U fazi kreiranja glavnih likova serije, Carter je obrnuo stereotip spolova pa je tako Mulder onaj koji vjeruje, a Scully skeptik. U prvih sedam sezona serije glumci Duchovny i Anderson jednako su se pojavljivali u gotovo svim epizodama. U posljednje dvije sezone, Anderson je postala glavna glumica, a Duchovny se pojavljivao tek povremeno. Umjesto njega u seriju je uključeno dvoje novih likova, FBI agenata: John Doggett (Robert Patrick) i Monica Reyes (Annabeth Gish). Šef Muldera i Scully, zamjenik direktora Walter Skinner (Mitch Pileggi) također je postao jedan od glavnih likova. Prvih pet sezona serije snimane su i producirane u Vancouveru (Britanska Kolumbija), prije nego što je snimanje preseljeno u Los Angeles kako bi se udovoljilo glumcu Duchovnom. Dugometražni film Dosjei X: Želim vjerovati kao i deseta sezona serije ponovno su snimani u Vancouveru.
Serija Dosjei X bila je hit za televizijsku mrežu Fox, a također je pobrala i hvalospjeve kritike diljem svijeta, premda je pred kraj emitiranja bila kritizirana. U početku smatrana kultnom, serija se pretvorila u pravi fenomen pop kulture koji je pridonio nepovjerenju javnosti u njihove vlade i vodeće institucije te prigrlio teorije urote i spiritualnost. I serija i dvoje glavnih glumaca (Duchovny i Anderson) pobrali su mnogobrojne nagrade i nominacije, a do kraja emitiranja Dosjei X je postala najdulje emitiranom znanstveno-fantastičnom serijom u povijesti američke televizije. Serija je iznjedrila pravu franšizu koja se sastojala od spin-off serije The Lone Gunmen, dva dugometražna filma i popratnog promo materijala. Nakon što je 2008. godine s kino distribucijom završio drugi dugometražni film, obožavatelji serije željeli su da se snimi i treći film koji će zaokružiti kompletnu priču. U ožujku 2015. godine, mreža Fox službeno je objavila povratak serije s Carterom kao izvršnim producentom i glavnim scenaristom, te Duchovnym, Andersonicom, Pileggijem, Davisom i Gish u glavnim ulogama.

## Pregled serije
Serija Dosjei-X prati karijere i osobni život dvoje agenata FBI-a: Foxa Muldera (David Duchovny) i Dane Scully (Gillian Anderson). Mulder je iskusni agent i čvrst vjernik u natprirodne pojave. Također je i nepopustljiv u svom vjerovanju o postojanju inteligentnog vanzemaljskog života i njegovog kontinuiranog prisustva na Zemlji. Zbog takvih vjerovanja, Mulder je dobio nadimak "Strašni" (eng. Spooky) te premještaj u malo poznati odjel FBI-a koji se bavi neistraženim zločinima pod nazivom Dosjei-X. Njegovo vjerovanje u natprirodne pojave seže u rano djetinjstvo, još otkad je svjedočio otmici vlastite sestre, Samanthe Mulder, u dobi od 12 godina. Sestrina otmica glavni je pokretač kompletne Mulderove karijere tijekom većine serije. Zbog toga, kao i zbog želje za osvetom i otkrićem istine koju čuvaju autoriteti, Mulder se bori s vlastitom objektivnošću u svojim istragama. Agentica Scully, s druge strane, potpuna je suprotnost. Kao doktorica i prirodni skeptik, Scully slučajevima u Dosjeima-X često može prići s puno distance i objektivnosti čak i kada Mulder, bez obzira na iskustvo, ne može. U početku je agentica Scully dovedena u odjel Dosjea-X kako bi slučajevima dala znanstveno, logično objašnjenje i na taj način razotkrila Mulderove teorije. Iako je često sposobna dati upravo takva objašnjenja, rijetko kada može pobiti Mulderova mišljenja o slučajevima, a kako serija odmiče ona postaje sve frustriranija s nemogućnošću vlastite procjene Dosjea-X u znanstvenom smislu.
Glavna okosnica kompletne radnje serije je borba dvoje agenata da otkriju vladinu urotu o skrivanju postojanja vanzemaljskog života te o suradnji vlade s vanzemaljcima. Misteriozni ljudi koji se pojavljuju tijekom prvog dijela serije tvore tzv. "Sindikat" (eng. The Syndicate) i predstavljaju glavne negativce; kasnije se u seriji otkriva da je Sindikat zapravo samo posrednik između ljudske rase i grupe vanzemaljaca koja ju namjerava uništiti. Sindikat vrlo često predstavlja Pušač (William B. Davis), beskrupulozni ubojica i vrhunski političar, pregovarač i manipulator, ujedno i glavni antagonist serijala.
Serija se također bavi i razvojem odnosa između Muldera i Scully koji u početku počiva na platonskoj vezi, ali pred kraj serije se razvija u pravu romantičnu priču.
Mulderu i Scully u osmoj sezoni pridružuje se još dvoje agenata FBI-a: John Doggett (Robert Patrick) i Monica Reyes (Annabeth Gish). Doggett dolazi nakon Mulderove otmice, postaje novi partner agentice Scully i pomaže joj u potrazi za Mulderom. Kasnije upravo on poziva agenticu Reyes koju zna od ranije.
Serija završava kada Mulder završi na tajnom vojnom sudu zbog provale u tajni vojni objekt i vidi planove invazije vanzemaljaca i kolonizacije Zemlje. Iako ga sud proglašava krivim, uspijeva pobjeći zahvaljujući drugim agentima, te on i Scully postaju bjegunci.

## Glavni likovi
- Fox Mulder - Posebni agent FBI-a Fox Mulder (David Duchovny) vjeruje u postojanje izvanzemaljaca i vladinu urotu kojom skriva postojanje istih. Njegov ured nalazi se u podrumu FBI-a u kojem istražuje nerazjašnjene slučajeve koji sadržavaju nadnaravne ili misteriozne pojave. Zbog otmice svoje sestre kojoj je svjedočio dok je bio dijete, Mulder je cijeli život posvetio traženju istine i razotkrivanju urote, što mu na kraju i uspijeva.
- Dana Scully - Posebna agentica FBI-a Dana Scully (Gillian Anderson) odustala je od medicinske karijere kako bi se posvetila razotkrivanju zločina i zločinaca. Nakon što joj njezini nadređeni dodijele novog partnera i daju joj zadatak da im redovito podnosi izvješća kojima na znanstveni način pokušava objasniti slučajeve u Dosjeima-X, između nje i agenta Foxa Muldera razvija se čvrsta, u početku, platonska veza bazirana na uzajamnom povjerenju. Agentica Scully, za razliku od Muldera, ne vjeruje u postojanje izvanzemaljaca niti u bilo što paranormalno - međutim, do kraja serije u potpunosti će promijeniti mišljenje, nakon što i sama u mnogo slučajeva svjedoči neobjašnjivim fenomenima koji nas okružuju.
- Walter Skinner - Walter Skinner (Mitch Pileggi) je pomoćnik direktora FBI-a koji je kao marinac služio u Vijetnamskom ratu. Tijekom rata ubio je mladog dečka koji je nosio eksploziv i taj ga je tragični događaj obilježio do kraja života. U FBI-u, on je prvi nadređeni agentima Mulderu i Scully u slučajevima koje istražuju. Iako na početku agenti smatraju da je i on upleten u zavjeru, kasnije se razvije snažan prijateljski odnos između njih troje.
- John Doggett - Posebni agent FBI-a John Doggett (Robert Patrick) prvi puta pojavljuje se na početku osme sezone kako bi pronašao nestalog agenta Muldera. Doggett je služio u vojsci SAD-a između 1970. i 1980. godine, a kasnije se pridružio policiji New Yorka gdje je stekao status detektiva. Nakon ubojstva sina, odlazi u FBI. Nakon neuspjelog pokušaja pronalaska agenta Muldera, John Doggett postaje novi partner agentice Scully na Dosjeima-X.
- Monica Reyes - Posebna agentica FBI-a Monica Reyes (Annabeth Gish) rođena je i odrasla u Mexico Cityju, gradu u kojoj joj roditelji još uvijek žive. Upravo iz tog razloga savršeno govori španjolski jezik. 1990. godine upisala je FBI Akademiju u Virginiji, a prvi joj je zadatak bio istraživanje ritualnih ubojstava. Dugogodišnja je prijateljica agenta Johna Doggetta, a nakon odlaska agentice Scully iz FBI-a upravo ona postaje njegovom partnericom na Dosjeima-X.

## Produkcija

### Koncepcija serije
Chris Carter, rodom iz Kalifornije, dobio je priliku producirati novu televizijsku seriju za televizijsku mrežu Fox početkom 90-tih godina prošlog stoljeća. Umoran od humorističnih serija na kojima je do tada radio, a inspiriran izvještajem o 3,7 milijuna Amerikanaca koji su (možda) oteti od strane vanzemaljaca te prisjećajući se afere Watergate i horor serije iz 70-tih Kolchak: The Night Stalker, Carter je osmislio ideju za Dosjee-X i napisao scenarij za pilot epizodu 1992. godine. U početku se borio sa željama direktora koji su htjeli Mulderu odmah naći ljubavni interes. TV mreža htjela je puno etabliraniju ili "višu, elegantniju, plavu i sisatiju" glumicu za Scully nego što je to bila tada 24-godišnja Gillian Anderson, veteranka iz kazališta s malim filmskim iskustvom, a za koju je Carter smatrao da je jedini pravi izbor za ulogu nakon audicija.
Carterov inicijalni prijedlog za seriju Dosjei-X bio je odbijen od strane Foxa. Nakon što je doradio koncept, vratio se nekoliko tjedana kasnije skupa s kompletnom komisijom koja je radila na pilot epizodi. Anderson je komentirala svoj rani rad na seriji: "To je bilo potpuno novo iskustvo za mene - tek sam drugi put u životu stala pred kameru u pilot epizodi". U prvoj epizodi nije upotrijebljena poznata glazba iz Dosjea-X. Otac glumca Davida Duchovnog (Amram Duchovny) pojavljuje se u epizodi kao putnik u avionu.
Carterova ideja bila je prikazati FBI agente koji istražuju vanzemaljce i paranormalne pojave, ali također se htio pozabaviti i njihovim osobnim vjerovanjima. Izjavio je: "Sebe smatram osobom koja nije religiozna, ali koja je u konstantnoj potrazi za religioznim iskustvom. Mislim da su likovi agenata slični tome." Dana Scully, uz to što je znanstveni skeptik i doktorica, bila je otvorena prema katoličkoj vjeri u kojoj je odrasla dok Mulder, bivši student Oxforda na kojem je diplomirao psihologiju i postao stručnjak za profil kriminalaca, istinski vjeruje u postojanje vanzemaljaca (zbog toga je prozvan "Strašni Mulder" od strane svojih kolega). Carter je izjavio: "Način na koji Scully vidi svijet je način na koji ga vidi i serija. I zbog toga serija mora biti zasnovana na snažnim temeljima znanosti kako bi Muldera tjerala još dalje... Ako je znanost jako dobra, Scully ima jako dobre argumente... A Mulder je taj koji ju mora uvjeriti da se ona mora riješiti tih argumenata i da mora prihvatiti neprihvatljivo. I tu nastaje konflikt". Carter je također smatrao da je Scullyina uloga puno više racionalna, dok se Mulder više oslanja na intuiciju i nagađanja - suprotno onome što inače vidimo na televiziji.

### Glumačka postava
Rani utjecaj Glena Morgana i Jamesa Wonga na mitologiju Dosjea-X doveo je do uvođenja popularnih sporednih likova koji će se nastaviti pojavljivati u kasnijim epizodama koje će pisati drugi scenaristi kao što je Scullyjina obitelj: Danin otac William (Don S. Davis), njezina majka Margaret (Sheila Larken) i njezina sestra Melissa (Melinda McGraw). Popularni trio The Lone Gunmen također su bili sporedni likovi.
David Duchovny je u Los Angelesu radio tri godine prije Dosjea-X; u početku je svoju karijeru htio izgraditi u filmskom biznisu. Međutim njegova menadžerica Melanie Green mu je 1993. godine dala scenarij za pilot epizodu serije. Kako su oboje bili uvjereni da se radi o dobrom scenariju, David je odlučio otići na audiciju. Ta audicija prošla je "grozno": govorio je vrlo polako, a premda je voditelj audicije smatrao da je Duchovny dobro odradio posao, Chris Carter nije bio nimalo zadovoljan. To ga je nagnalo da Duchovnog zamoli da sebe zamisli kao agenta FBI-a u budućim epizodama.
Gillian Anderson pojavila se na audiciji za Danu Scully 1993. godine. "Nisam mogla prestati čitati scenarij", prisjećala se. Izvršni direktori Foxa nisu se slagali s autorom-redateljem Chrisom Carterom u njegovom odabiru Andersonice; željeli su nekoga s "manje sjaja i više seksualnosti" za ulogu Scully. Međutim, Carter je inzistirao na tome da upravo Andersonica ima integritet potreban za ulogu. U korist njegove odluke svakako idu brojne nagrade koje je glumica Anderson osvojila za portret agentice Scully tijekom devet godina trajanja serije na televiziji: nagrada glumačkog udruženja (1996. i 1997.), nagrada Emmy (1997.) i Zlatni globus (1997.). Upravo je na setu Dosjea-X glumica Anderson upoznala svoj budućeg supruga, Clydea Klotza, koji je u to vrijeme radio kao asistent voditelja scenografije. Anderson i Klotz dobili su kćerku Piper tijekom snimanja serije.
Lik Waltera Skinnera glumio je Mitch Pileggi koji se prije toga pojavio na audiciji za dva, tri druga lika iz serije prije nego što je dobio ovu ulogu. U početku mu nije bilo jasno zašto ga zovu ponovno na audiciju za lik koji se povremeno pojavljuje u seriji sve dok nije otkrio pravi razlog zašto nije dobio prethodne uloge za koje je čitao - Carter je imao problema u zamišljanju Pileggija kako glumi ostale likove zbog toga što je ovaj non-stop brijao glavu. Kada se glumac pojavio na audiciji za ulogu Waltera Skinnera, nije bio u dobrom raspoloženju i malo kose mu je izraslo na glavi. Upravo su takav njegov stav i pojava odgovarale liku Waltera Skinnera; Carter je mislio da se glumac samo pretvara da je nezadovoljan. Pileggi je naknadno shvatio da je imao sreće što nije dobio niti jednu prethodnu ulogu, jer bi to značilo da bi glumio u puno manje epizoda i uloga Waltera Skinnera koji se pojavljuje do kraja serije bi mu promaknula.
Nakon što je Duchovny odlučio napustiti seriju po završetku sedme sezone, producenti su uveli novog lika - agenta FBI-a Johna Jaya Doggetta kojeg je utjelovio Robert Patrick. Carter je vjerovao da će serija s novim glavnim likovima moći trajati još barem deset sezona pa se čak i uvodna špica za osmu i devetu sezonu mijenjala kako bi se naglasila važnost novih glumaca (uz Pileggija koji je napokon dobio status glavnog glumca). Ipak, serija je potrajala još samo dvije sezone budući lik Johna Doggetta nije previše podigao gledanost iste. Glumac Cary Elwes doveden je u seriju kao sporedni lik Brad Follmer koji se pojavljuje u šest epizoda.

### Snimanje serije
Prvih pet sezona serije Dosjei-X snimane su i producirane u Vancouveru, ali je kompletno snimanje kasnije preseljeno u SAD kad je David Duchovny počeo izražavati nezadovoljstvo s geografskom odvojenošću od svoje žene Tee Leoni, kao i zbog svojih frustracija klimatskim uvjetima u Vancouveru. Gillian Anderson također se željela vratiti kući u SAD pa je Chris Carter odlučio preseliti produkciju u Los Angeles nakon pete sezone. Sezona je završila u svibnju 1998. godine epizodom The End. Radi se o posljednjoj epizodi snimljenoj u Vancouveru, ali također i o posljednjoj epizodi na kojoj je radila filmska ekipa koja je bila zaposlena od prve sezone, kao što su redatelj R.W. Goodwin i njegova žena Sheila Larken (koja je igrala ulogu Margaret Scully i kasnije se pojavila u samo par epizoda).
Nakon preseljenja u Los Angeles (država Kalifornija) u šestoj sezoni, dogodile su se mnoge promjene iza kamere budući je većina originalne filmske ekipe serije otišla. Novi scenograf Corey Kaplan, montažerka Lynne Willingham, scenarist David Amann i redatelj i producent Michael Watkins ostat će uz seriju nekoliko sljedećih godina. Bill Roe postao je novi kamerman serije, a većina epizoda imala je puno "suši" i "svjetliji" izgled zbog sunca i same klime u Kaliforniji za razliku od kišnih, maglovitih predjela Vancouvera. U ranoj fazi šeste sezone, producenti su iskoristili nove lokacije i pisali scenarije u zemlji koju ranije nisu mogli posjetiti. Na primjer, epizoda Drive Vincea Gilligana (o čovjeku koji oboljeva od neidentificirane bolesti) bila je prepuna akcijskih sekvenci - vrlo neobično za epizodu Dosjea-X - upravo zbog same lokacije snimanja (ceste u pustinji Nevade). Dvostruka epizoda Dreamland također je radnjom smještena u Nevadi, u legenardnoj Zoni 51. Radi se o komičnoj epizodi (kompletna šesta sezona puno je vedrija od svih ostalih) u kojoj glumac-gost Michael McKean glumi čovjeka u crnom Morrisa Fletchera koji zamijeni tijela s Foxom Mulderom. To je ujedno i jedina dvostruka epizoda Dosjea-X koja ne spada u mitologiju serije.
Kompletna ekipa serije kasnije se vratila u Vancouver kako bi snimili dugometražni film Dosjei-X: Želim vjerovati. Prema Spotnitzu, scenarij za film pisan je upravo za te lokacije. Snimanje je započelo u prosincu 2007. godine u Vancouveru pod redateljskom palicom Chrisa Cartera, a završilo 11. ožujka 2008. godine.

### Glazba
Kompozitor Mark Snow došao je raditi na Dosjeima-X zahvaljujući svom prijateljstvu s izvršnim producentom R. W. Goodwinom. U početku produkcijska ekipa je razglabala o tome tko treba preuzeti posao kompozitora, a Chris Carter nije znao kome se obratiti. Poslušano je 15-ak ljudi, ali Goodwin je nastavio predlagati Snowa da ovaj dobije posao glavnog kompozitora. Snow se na audicijama pojavio tri puta, ali niti jednom nije dobio naznaku od strane produkcijske ekipe da li je bio dobar ili ne. Jednoga dana nazvao ga je njegov agent i u tijeku razgovora o neodređenoj "pilot epizodi" je shvatio da je dobio posao.
Serija Dosjei-X koristi se instrumentalnom glazbom puno više od drugih televizijskih serija. Prema dokumentarnom prilogu "Behind the Truth" iz DVD izdanja prve sezone, Snow je potpuno slučajno stvorio poznati efekt jeke u glavnoj glazbenoj temi. Rekao da je prošao nekoliko različitih verzija s Carterom, ali da ovaj nikako nije bio zadovoljan. Nakon što je jednom prilikom Carter izašao iz sobe, Snow je spustio ruku i podlakticu na klavijature u frustraciji. Rekao je: "Taj zvuk proizašao je direktno iz klavijatura. I to je bilo to." Druga epizoda, Deep Throat označila je Snowov debi kao solo kompozitora kompletne epizode Dosjea-X. Produkcijski tim bio je vrlo oprezan u početku serije oko upotrebljavanja previše glazbe u epizodama.
Snow je također komponirao kompletan soundtrack za film Dosjei-X: Želim vjerovati. Soundtrack je pušten u prodaju pod nazivom The X-Files: I Want To Believe: Original Motion Picture Score, a snimljen je sa simfonijom Hollywood Studio tijekom svibnja 2008. u studiju 20th Century Fox, Kalifornija. Britanski izvođači iz UNKLE snimili su novu verziju glavne teme serije za odjavnu špicu filma. Također su snimljeni i neki neobični zvukovi prilikom čega su korištene žice glasovira. Mark Snow također je komentirao da su određeni dijelovi glazbe bili inspirirani djelom "Prospectors Quartet" sa soundtracka za film Bit će krvi.

### Uvodna špica
Originalna uvodna špica napravljena je 1993. godine za prvu sezonu i ostala je nepromijenjena sve dok David Duchovny nije otišao iz serije kao glavni lik na kraju sedme sezone. Kada su stvarali uvodnu špicu, Chris Carter je pronašao video operatera koji je razvukao lice koje vidimo u špici. Radi se o vjerojatno najpoznatijem dijelu same špice. Rabwin je izjavio da su glazba i specijalni efekti doveli do uvodne špice "kakva nikad do tada nije bila viđena na televiziji".
Prva epizoda osme sezone, Within, označila je prvu veliku promjenu na uvodnoj špici. Uz dodatak glumca Roberta Patricka koji je postao glavni lik, špica je sadržavala i nove slike i nove fotografije Duchovnog i Gillian Anderson (iako se Duchovny na špici pojavljuje samo i kad se pojavljuje u epizodi). Budući se špica nije mijenjala u prvih sedam sezona, Carter i ostatak ekipe smatrali su da je došlo pravo vrijeme za promjenu zbog Duchovnyjevog odlaska iz serije. Nova uvodna špica pokazivala je razne slike Scullyjine trudnoće, a prema Franku Spotnitzu također je pokazivala i apstraktni način Mulderove odsutnosti iz osme sezone kad ga vidimo da pada u oko (koje bi trebalo biti Scullyjino).
Kada se radila uvodna špica za devetu sezonu, ideja je bila da se stvori potpuno nova špica za "nove Dosjee-X". Razlog tomu je bio taj što je Gillian Anderson željela otići iz serije pa su Monica Reyes i Walter Skinner dodani među glavne likove serije kako bi se na što bolji način pokazalo da deveta sezona nije kao niti jedna prijašnja. Zbog Duchovnyjevog povratka u posljednjoj epizodi serije, The Truth, uvodna špica sadržavala je najviše glumaca od svih dotadašnjih - njih 5.

### Ponovno oživljavanje serije
U nekoliko intervjua nakon početka kino distribucije filma Dosjei X: Želim vjerovati, Chris Carter je izjavio da će se, u slučaju da se ovaj film pokaže uspješnim, snimiti još jedan koji bi se svojom radnjom vratio na mitologiju serije i fokusirao na invaziju izvanzemaljaca i kolonizaciju Zemlje kako je i predviđeno u finalu devete sezone (22. prosinca 2012. godine). U listopadu 2009. godine u jednom od intervjua glumac David Duchovny je izjavio da bi volio raditi na dugometražnom filmu 2012. godine, ali da ne zna hoće li mu se za to pružiti prilika. U kolovozu 2012. godine glumica Gillian Anderson izjavila je da se "snimanje trećeg filma čini izglednim". Do srpnja 2013. godine kompanija Fox nije odobrila snimanje filma, premda su Carter, Spotnitz, Duchovny i Anderson izrazili zanimanje za isti. Na Comic-conu održanom u New Yorku u razdoblju od 10. do 13. listopada 2013. godine, Duchovny i Anderson su potvrdili svoju zainteresiranost za film, a Andersonica je tom prilikom izjavila: "Ako je potrebna potpora obožavatelja serije kako bi se Fox zainteresirao za snimanje filma, onda bi valjda tako trebalo i biti".
Dana 17. siječnja 2015. godine televizijska mreža Fox potvrdila je da postoji mogućnost povratka Dosjea X, ali ne kao dugometražni film, već kao limitirana televizijska serija (mini-serija). Tadašnja predsjednica Foxa, Dana Walden, novinarima je rekla da se "vode razgovori oko logistike i sve je još uvijek u početnoj fazi" te da će serija oživjeti jedino ako joj se pridruže Carter, Anderson i Duchovny. Dana 24. ožujka 2015. službeno je potvrđeno da će se serija vratiti na male ekrane uz njezinog kreatora Chrisa Cartera te dvoje glavnih glumaca - Davida Duchovnyja i Gillian Anderson. Serija je svoju premijeru imala 24. siječnja 2016. godine.
Dana 20. travnja 2017. godine televizijska mreža Fox objavila je da će se Dosjei X vratiti i u jedanaestoj sezoni koja će se sastojati od deset epizoda; ta sezona premijerno je započela s emitiranjem 3. siječnja 2018. godine.
U siječnju 2018. godine glumica Gillian Anderson potvrdila je da će jedanaesta sezona biti ujedno i njezina posljednja. Narednog mjeseca, kreator serije Carter u jednom od intervjua je izjavio da se serija može nastaviti bez Andersonice.

## Mitologija serije
Paralelno s razvojem likova, epizode Dosjea-X bavile su se i brojnim misterioznim elementima koji su nastajali iz fenomena znanstvene fantastike i paranormalnog. Kreatori takve epizode smatraju Mitologijom serije, a obožavatelji diljem svijeta razvijali su vlastite teorije o mitologiji tijekom trajanja serije (a i kasnije). Među najznačajnijim mitološkim elementima serije su likovi "Čudovište tjedna" (Monster-of-the-Week), vladina urota, "Sindikat" i kolonizacija planeta.
Tijekom prvih nekoliko sezona serijom su uglavnom prevladavale pojedinačne epizode u kojima agenti istražuju razna ubojstva i čudovišta kao što su Eugene Tooms u epizodama Squeeze i Tooms ili legendarni Vrag iz Jerseyja iz epizode The Jersey Devil u prvoj sezoni. Kako se serija razvijala, priča o izvanzemaljcima poprimala je sve više maha i išla u veću dubinu i razradu. Prva epizoda osme sezone, Within, bavi se pitanjima gubitka, samoće i boli nakon nestanka Foxa Muldera. Epizoda Per Manum osme sezone uključuje teme mračnog, zlosutnog terora, paranoje i straha od nepoznatog. Smrt i uskrsnuće predstavljaju važan pod-zaplet u osmoj sezoni, pogotovo u epizodama The Gift kada uskrsne John Doggett i Deadalive kada se Mulder probudi iz svoje smrtne postelje. Ovaj pod-zaplet nastavlja se i u devetoj sezoni. Prije ovih zapleta, glavna okosnica serije bila je nagovještaj da čovječanstvo predstavlja najveću prijetnju samome sebi, iako se tehnologija nalazi u visokom stupnju razvoja. Glavna tema u većini sezona uglavnom se fokusirala na uskrsnuće čovječanstva i spašavanje istog ("Sindikat") te na prijetnju izvana (izvanzemaljci). Ostale teme obrađene u seriji uključivale su ponovno rođenje, život i vjerovanje (epizode This is Not Happening i Deadalive).

## Kronologija serije

### Prva sezona (1993. – 1994.)
Prva sezona znanstveno-fantastične serije Dosjei-X u SAD-u je započela s emitiranjem 10. rujna 1993., a završila 13. svibnja 1994. godine nakon 24 prikazane epizode na televizijskoj mreži Fox.
U prvoj sezoni upoznajemo se s glavnim likovima serije koji uključuju Foxa Muldera i Danu Scully (glume ih David Duchovny i Gillian Anderson) te sporednim likovima koji se pojavljuju u pojedinim epizodama - Duboko grlo, Walter Skinner i Pušač. Prva sezona postavila je temelje serije koji su se sastojali od pojedinačnih epizoda u kojima su se istraživali paranormalni i nadnaravni slučajevi (poznati pod imenom Dosjei-X), ali i od polaganog razvoja mitologije koja će kasnije postati glavnom okosnicom serije.
Iako se u početku borila za gledanost, serija je iz epizode u epizodu postajala sve popularnijom, a postotak gledanosti konstantno je bio u rastu. Kritičari i mediji općenito uglavnom su pozitivno ocijenili prvu sezonu serije. Sama sezona je od dvoje glavnih glumaca napravila velike zvijezde, a nekoliko fraza iz iste (npr. Želim vjerovati) od tada pa sve do danas postale su kulturološki fenomen.

#### Popis epizoda
| - Pilot - Deep Throat - Squeeze - Conduit - The Jersey Devil - Shadows - Ghost in the Machine - Ice - Space - Fallen Angel - Eve - Fire | - Beyond the Sea - Gender Bender - Lazarus - Young at Heart - E.B.E - Miracle Man - Shapes - Darkness Falls - Tooms - Born Again - Roland - The Erlenmeyer Flask |

### Druga sezona (1994. – 1995.)
Druga sezona serije sa svojim je emitiranjem na televizijskoj mreži Fox započela 16. rujna 1994. godine u SAD-u, a završila 19. svibnja 1995. godine nakon prikazanih 25 epizoda.
Druga sezona prati agente FBI-a Foxa Muldera i Danu Scully dok nastavljaju s istraživanjem paranormalnih i nadnaravnih slučajeva. Uz pojedinačne epizode, druga sezona je nastavila s razvojem priče o mitologiji o vanzemaljskoj uroti koja je započela u prvoj sezoni. Također, druga sezona značajna je i po uvođenju likova koji će postati važnim dijelom serije - X-a (Steven Williams), Alexa Kryceka (Nicholas Lea) i Vanzemaljskog lovca na glave (Brian Thompson).
Na mitološku priču druge sezone uvelike je utjecala trudnoća glavne glumice, Gillian Anderson; odlučeno je da će lik agentice Scully biti otet od strane vanzemaljaca u ranom dijelu sezone te da će se dvije epizode kasnije vratiti u stanju kome, što je dodatno pojačalo mitologiju serije. Druga sezona dobila je sedam nominacija za prestižnu televizijsku nagradu Emmy (od čega su četiri bile za epizodu Duane Barry), a dvoje glavnih glumaca zaradilo je nominacije u svojim kategorijama za nagradu Zlatni globus.

#### Popis epizoda
| - Little Green Men - The Host - Blood - Sleepless - Duane Barry [1/3] - Ascension [2/3] - 3 - One Breath [3/3] - Firewalker - Red Museum - Excelsis Dei - Aubrey - Irresistible | - Die Hand Die Verletzt - Fresh Bones - Colony [1/2] - End Game [2/2] - Fearful Symmetry - Dod Kalm - Humbug - The Calusari - F. Emasculata - Soft Light - Our Town - Anasazi [1/3] |

### Treća sezona (1995. – 1996.)
Treća sezona serije započela je sa svojim emitiranjem 22. rujna 1995., a završila 17. svibnja 1996. godine na televizijskoj mreži Fox na kojoj se prikazalo sveukupno 24 epizode.
Kreator serije Chris Carter također je bio i izvršni producent iste te scenarist osam epizoda treće sezone. Howard Gordon je promoviran u izvršnog producenta te je napisao četiri epizode. Darin Morgan, poznat po komičnim epizodama, vratio se i napisao tri epizode u svojoj posljednjoj sezoni koju je proveo u seriji. Frank Spotnitz nastavio je svoj rad kao urednik priča za epizode, a samostalno je napisao četiri epizode. Nakon što je napisao tek jednu epizodu u drugoj sezoni, Vince Gilligan se vratio i napisao još jednu. Glavni glumac David Duchovny je surađivao s Howardom Gordonom i Chrisom Carterom na pisanju dviju epizoda na kojima je i potpisan.
Najviše epizoda treće sezone režirali su Rob Bowman (osam) i Kim Manners (sedam). Bivši producent serije David Nutter režirao je četiri epizode, a izvršni producent R. W. Goodwin režirao je prvu i posljednju epizodu sezone. Chris Carter režirao je jednu epizodu za koju je također sam napisao i scenarij.
Treća sezona nominirana je u osam kategorija za prestižnu televizijsku nagradu Emmy. Drugu godinu za redom nominirana je u kategoriji najbolje serije godine, a glumica Gillian Anderson primila je prvu nominaciju u kategoriji glavne ženske uloge. Epizoda Jose Chung's From Outer Space nominirana je u kategoriji najbolje scenografije. Sezona je osvojila pet nagrada Emmy uključujući one za najbolji scenarij (Darin Morgan za epizodu Clyde Bruckman's Final Repose), za najboljeg glumca gosta (Peter Boyle za epizodu Clyde Bruckman's Final Repose), za najbolji zvuk i montažu zvuka (za epizodu Nisei) te za najbolju kameru (za epizodu Grotesque). Glavni glumci David Duchovny i Gillian Anderson su bili nominirani u svojim kategorijama na nagradu Zlatni globus. 

#### Popis epizoda
| - The Blessing Way [2/3] - Paper Clip [3/3] - D.P.O - Clyde Bruckman's Final Repose - The List - 2Shy - The Walk - Oubliette - Nisei [1/2] - 731 [2/2] - Revelations - War of the Coprophages | - Syzygy - Grotesque - Piper Maru [1/2] - Apocrypha [2/2] - Pusher - Teso Dos Bichos - Hell Money - Jose Chung's From Outer Space - Avatar - Quagmire - Wetwired - Talitha Cumi [1/2] |

### Četvrta sezona (1996. – 1997.)
Četvrta sezona se u SAD-u emitirala od 4. listopada 1996. do 18. svibnja 1997. godine i sadržavala je sveukupno 24 epizode. Kreator serije Chris Carter također je bio i njezin izvršni producent, a napisao je sveukupno 8 epizoda. Howard Gordon je nastavio raditi kao izvršni producent i napisao je 5 epizoda prije nego što je odlučio otići iz serije. Frank Spotnitz promoviran je u ko-producenta, a napisao je 7 epizoda, kao i Vince Gillian koji je autor 5 epizoda. Bivši scenaristi Glen Morgan i James Wong vratili su se u četvrtoj sezoni kao producenti konzultanti te napisali zajedno tri epizode, a Morgan je jednu napisao samostalno (Wong ju je režirao). Izvršni producent i čest režiser serije R. W. Goodwin napisao je scenarij za jednu epizodu i to je ostala jedina epizoda čiji je on bio autor.
Najčešći redatelji epizoda ove sezone bili su Rob Bowman i Kim Manners. Manners je režirao sveukupno osam epizoda, a Bowman sedam. Izvršni producent R. W. Goodwin režirao je prvu i posljednju epizodu sezone. James Charleston je režirao tri epizode dok su Tucker Gates, Michael Lange, Cliff Bole i scenarist James Wong režirali po jednu epizodu.
Značajne epizode koje su obilježile četvrtu sezonu su The Field Where I Died i Demons koje se bave Foxom Mulderom, Never Again koja je koncentrirana na privatni život agentice Scully, Musings of a Cigarette-Smoking Man gdje saznajemo pozadinu jednog od glavnih likova iz tzv. "Sindikata" te epizode Herrenvolk, Tunguska, Terma, Memento Mori, Tempus Fugit, Max, Zero Sum i Gethsemane koje se bave mitologijom serije koja uključuje izvanzemaljce.
Četvrta sezona osvojila je tri nagrade Emmy, uključujući onu u kategoriji najbolje glavne glumice u dramskoj seriji (Gillian Anderson), a sveukupno je imala 12 nominacija uključujući one za najbolju seriju godine, najboljeg glavnog glumca (David Duchovny), najbolju režiju (Musings of a Cigarette-Smoking Man) i najbolji scenarij (Memento Mori).

#### Popis epizoda
| - Herrenvolk [2/2] - Home - Teliko - Unruhe - The Field Where I Died - Sanguinarium - Musings of a Cigarette-Smoking Man - Tunguska [1/2] - Terma [2/2] - Paper Hearts - El Mundo Gira - Leonard Betts | - Never Again - Memento Mori - Kaddish - Unrequited - Tempus Fugit [1/2] - Max [2/2] - Synchrony - Small Potatoes - Zero Sum - Elegy - Demons - Gethsemane [1/3] |

### Peta sezona (1997. – 1998.)
Peta sezona serije prikazivala se u razdoblju od 2. studenog 1997. do 17. svibnja 1998. godine i sadržava sveukupno 20 epizoda. Ovo je bila najgledanija sezona kompletne serije i najgledanija serija televizijske mreže FOX uopće te godine. Završila je na jedanaestom mjestu s prosječnim brojem od 17.1 milijuna gledatelja po epizodi.
Sezona je karakteristična po tome što se u pauzi između nje i prethodne sezone snimao film Dosjei-X, a zbog potrebe za ponovnim snimanjem scena glumci Gillian Anderson i David Duchovny se ili uopće nisu pojavljivali u nekim epizodama ili su glumili u par scena: na primjer u epizodama Unusual Suspects i Travelers lik Dane Scully uopće se ne pojavljuje dok se u epizodama Chinga i Christmas Carol lik Foxa Muldera pojavljuje u svega nekoliko scena.
Ovo je također bila i posljednja sezona koja je snimana u Vancouveru nakon čega je produkcija preseljena u Los Angeles gdje je ostala do kraja serije. Film Dosjei-X: Želim vjerovati ponovno je snimljen u Vancouveru.
U posljednjoj epizodi sezone, The End, Dosjei-X po drugi puta se zatvaraju čime su jasno postavljeni temelji za prvi dugometražni film koji se prikazao u američkim kinima u ljeto 1998. godine.
Peta sezona nominirana je u čak 16 kategorija za prestižnu televizijsku nagradu Emmy (osvojila je dvije nagrade u tehničkim kategorijama), uključujući one za najbolju seriju godine, glavnog glumca (Duchovny), glavnu glumicu (Anderson) te režiju i scenarij (Chris Carter za epizodu The Post-Modern Prometheus).

#### Popis epizoda
| - Redux [2/3] - Redux II [3/3] - Unusual Suspects - Detour - The Post-Modern Prometheus - Christmas Carol [1/2] - Emily [2/2] - Kitsunegari - Schizogeny - Chinga | - Kill Switch - Bad Blood - Patient X [1/2] - The Red and the Black [2/2] - Travelers - Mind's Eye - All Souls - The Pine Bluff Variant - Folie a Deux - The End |

### Dosjei X: Film (1998.)
Dosjei-X: Film (popularno znan i pod nazivom Dosjei-X: Borba s budućnosti) je američki znanstveno-fantastični triler iz 1998. godine kojeg su napisali Chris Carter i Frank Spotnitz, a kojeg je režirao Rob Bowman. To je prvi dugometražni film temeljen na televizijskoj seriji Dosjei-X koju je kreirao Carter. Četvero glavnih likova iz serije pojavljuje se u filmu: David Duchovny, Gillian Anderson, Mitch Pileggi i William B. Davis koji repriziraju svoje uloge kao FBI agenti Fox Mulder i Dana Scully, pomoćnik direktora FBI-a Walter Skinner i Pušač.
Priča filma prati agente Muldera i Scully, čiji je odjel Dosjei-X zatvoren, a koji istražuju podmetanje bombe u zgradi i uništavanje kriminalnih dokaza. Uskoro otkrivaju vladinu urotu koja pokušava sakriti istinu o kolonizaciji izvanzemaljaca koji planiraju doći na Zemlju. Ako se gleda kroz kompletnu kronologiju Dosjea-X, priča filma radnjom je smještena između pete (epizoda The End) i šeste sezone (epizoda The Beginning) te se odnosi na glavnu mitologiju serije.
Chris Carter odlučio je snimiti dugometražni film kako bi još više produbio mitologiju serije i postavio ju na viši nivo, ali i kako bi pokušao zadovoljiti gledatelje koji nikad nisu gledali seriju ili koji nisu njezini najvjerniji obožvatelji. Napisao je scenarij zajedno s Frankom Spotnitzom pred kraj 1996. godine i, uz budžet koji mu je odobrila kompanija 20th Century Fox, započeo snimanje 1997. godine nakon završetka četvrte sezone. Carter je okupio glumačku ekipu i ekipu iza kamere iz serije, ali i neke poznate glumce poput Blythe Danner i Martina Landaua te započeo produkciju. Mark Snow, koji je skladao glazbu za kompletnu seriju, autor je i filmske glazbe.
Film je svoju premijeru imao 19. lipnja 1998. godine u SAD-u te primio pomiješane kritike filmskih kritičara. Iako su neki uživali u stilu i efektima filma, drugi su se okomili na zamršenu radnju te na isti gledali kao na produženu epizodu serijala.

### Šesta sezona (1998. – 1999.)
Šesta sezona serije emitirana je u SAD-u u razdoblju od 8. studenog 1998. do 16. svibnja 1999. godine i sadržava sveukupno 22 epizode. Sezona je karakteristična zbog toga što jedan veliki dio mitologije završava u epizodama Two Fathers i One Son (uništenje Sindikata), dok u posljednjoj epizodi Biogenesis započinje nova mitološka priča o izvanzemaljcima.
Šesta sezona je također karakteristična i po tome što sadržava dvije povezane epizode (Dreamland i Dreamland II) koje nemaju nikakve veze s mitologijom  - i do kraja serije ostale su jedine takve.
Osim toga, ovo je bila prva sezona koja je snimana u Kaliforniji pa je puno življa, vedrija i humorističnija od svih prethodnih.
Sezona je sveukupno imala 8 nominacija za prestižnu televizijsku nagradu Emmy (uključujući onu u kategoriji najbolje glavne glumice u dramskoj seriji - Gillian Anderson), a osvojila je jednu u kategoriji najbolje maske (za epizode Two Fathers i One Son).

#### Popis epizoda
| - The Beginning - Drive - Triangle - Dreamland [1/2] - Dreamland II [2/2] - How the Ghosts Stole Christmas - Terms of Endearment - The Rain King - S.R. 819 - Tithonus - Two Fathers [1/2] | - One Son [2/2] - Agua Mala - Monday - Arcadia - Alpha - Trevor - Milagro - The Unnatural - Three of a Kind - Field Trip - Biogenesis [1/3] |

### Sedma sezona (1999. – 2000.)
Sedma sezona serije prikazivala se u SAD-u od 7. studenog 1999. do 21. svibnja 2000. godine i sastojala se od sveukupno 22 epizode. U sedmoj sezoni događaju se dvije ključne stvari za seriju: agent Mulder u epizodama Sein und Zeit i Closure napokon saznaje što se dogodilo s njegovom sestrom koja je oteta dok je on bio dijete; glumac David Duchovny (koji glumi agenta Foxa Muldera) odlučio je otići iz serije na kraju sezone.
Epizoda Millennium označila je kraj istomene serije koja je ukinuta 1999. godine, a koju je također kreirao Chris Carter. Nakon što je serija ukinuta bez pravog završetka, Carter je odlučio jednu epizodu Dosjea-X posvetiti seriji Millennium kako bi završio njezinu priču.
U sedmoj sezoni David Duchovny napisao je i režirao dvije epizode: jedna je mitološka The Sixth Extinction II: Amor Fati, a druga Hollywood A.D. Gillian Anderson također je napisala scenarij za epizodu all things i to je do kraja serije ostala njezina jedina epizoda.
Odluka da se završi priča o Mulderovoj sestri donijeta je zbog činjenice što u tim trenucima nitko od ekipe koja je radila na seriji nije znao hoće li se serija nakon sedme sezone nastaviti. Kritičari nisu oduševljeno reagirali na sezonu, što je glumca Duchovnog i navelo da ode iz serije.
Sedma sezona je osvojila čak tri prestižne televizijske nagrade Emmy i to u kategorijama najboljih specijalnih efekata i najbolje montaže zvuka (epizoda First Person Shooter) te u kategoriji najbolje maske (epizoda Theef). Sveukupno je imala 6 nominacija.

#### Popis epizoda
| - The Sixth Extinction [2/3] - The Sixth Extinction II: Amor Fati [3/3] - Hungry - Millennium - Rush - The Goldberg Variation - Orison - The Amazing Maleeni - Signs & Wonders - Sein und Zeit [1/2] - Closure [2/2] | - X-Cops - First Person Shooter - Theef - En Ami - Chimera - all things - Brand X - Hollywood A.D. - Fight Club - Je Souhaite - Requiem [1/3] |

### Osma sezona (2000. – 2001.)
Osma sezona prikazivala se u SAD-u od 5. studenog 2000. do 20. svibnja 2001. godine i označila je najveće promjene u seriji do tada. Odlaskom Davida Duchovnog, kreator Chris Carter morao je nadopuniti jedno mjesto što je i učinio s glumcem Robertom Patrickom koji je utjelovio lik agenta Johna Doggetta - novog partnera agentice Scully na Dosjeima-X. Osim toga, po prvi puta je promijenjena i uvodna špica serije.
Mitološke epizode prvog dijela sezone odnose se na pokušaj pronalaska agenta Muldera (koji je na kraju prethodne sezone otet) što se i događa u epizodi This is Not Happening. Ta epizoda također označava i prvu pojavu agentice Monice Reyes (Annabeth Gish) koja će ubrzo nakon toga postati stalni član glumačke postave serije.
Priča drugog dijela sezone, nakon Mulderovog povratka, bazirana je na trudnoći agentice Scully koja u posljednjoj epizodi (Existence) rađa malog Williama. Neobjašnjivost Scullyne trudnoće (koja je do kraja sedme sezone vjerovala da je neplodna i da ne može imati djecu) postat će glavnom temom sve do posljednje epizode serije.
Osma sezona serije dobro je prihvaćena od strane kritike i Chris Carter počeo je vjerovati u dugu budućnost iste s novim likovima (agentom Doggettom i agenticom Reyes). Međutim, gledanost mu nikako nije išla u prilog budući su obožavatelji polako odustajali od cijele priče bez agenta Muldera. Tijekom osme sezone Chris Carter je, skupa sa svojim timom iz Dosjea-X, kreirao još jednu seriju The Lone Gunmen koja je ukinuta nakon samo 13 epizoda.

#### Popis epizoda
| - Within [2/3] - Without [3/3] - Patience - Road Runners - Invocation - Redrum - Via Negativa - Surekill - Salvage - Badlaa - The Gift | - Medusa - Per Manum - This is Not Happening [1/2] - Deadalive [2/2] - Three Words - Empedocles - Vienen - Patience - Essence [1/2] - Existence [2/2] |

### Deveta sezona (2001. – 2002.)
Deveta sezona serije prikazivala se u razdoblju od 11. studenog 2001. do 19. svibnja 2002. godine i sastoji se od sveukupno 20 epizoda. Početkom sezone, agent Mulder se skriva i ne pojavljuje se u seriji sve do posljednje epizode. Njegovo nepojavljivanje i miješane kritike jedni su od glavnih razloga zbog čega je gledanost serije tijekom devete sezone drastično pala i dovela do ukidanja iste nakon 20 epizoda.
Priča devete sezone vrti se oko pokušaja agenata Scully, Reyes, Doggetta i pomoćnika direktora Skinnera da otkriju vladinu urotu koja stvara tzv. "super-vojnike". Također, agent Doggett napokon otkriva tko je ubio njegovog sina (Release), a agentica Scully, kako bi ga zaštitila, daje svog malog sina Williama na posvajanje nepoznatim ljudima (William).
U devetoj sezoni također gledamo potupno novu uvodnu špicu, u kojoj se pojavljuju Annabeth Gish (agentica Monica Reyes) i, po prvi puta, Mitch Pileggi (pomoćnik direktora Walter Skinner). U posljednjoj epizodi uvodna špica sadržava najviše likova ikad u seriji: agent Mulder, agentica Scully, agent Doggett, agentica Reyes i pomoćnik direktora Skinner.
Kako je tijekom osme sezone Chris Carter kreirao seriju The Lone Gunmen koja je ukinuta nakon samo 13 epizoda, u devetoj sezoni je snimljena epizoda Jump the Shark koja označava završetak serije i njezinih likova (nešto slično kao što su napravili početkom sedme sezone za seriju Millennium u istoimenoj epizodi Dosjea-X).
U posljednjoj, dvosatnoj epizodi jednostavno nazvanoj The Truth pojavljuju se gotovo svi likovi važni za mitologiju serije, bez obzira bili oni mrtvi ili ne. Kreator Carter pronašao je vrlo efikasan način kako vratiti sve mrtve likove koji su išta značili u Mulderovoj desetogodišnjoj potrazi za istinom koju on napokon otkriva, a nakon čega su on i Scully primorani pobjeći van SAD-a.

#### Popis epizoda
| - Nothing Important Happened Today [1/2] - Nothing Important Happened Today II [2/2] - Daemonicus - 4-D - Lord of the Flies - Trust No 1 - John Doe - Hellbound - Provenance [1/2] - Providence [2/2] | - Audrey Pauley - Underneath - Improbable - Scary Monsters - Jump the Shark - William - Release - Sunshine Day - The Truth [1/2] - The Truth II [2/2] |

### Dosjei X: Želim vjerovati(2008.)
Dosjei X: Želim vjerovati je znanstveno-fantastični triler iz 2008. godine kojeg je režirao Chris Carter, a kojeg su zajedno napisali Carter i Frank Spotnitz. To je drugi dugometražni film u franšizi Dosjea-X koju je kreirao Carter, nakon prvog iz 1998. godine. Troje glavnih glumaca iz televizijske serije - David Duchovny, Gillian Anderson i Mitch Pileggi - pojavljuju se u filmu i repriziraju svoje uloge kao Fox Mulder, Dana Scully i Walter Skinner.
Za razliku od prvog filma, radnja ovoga nije fokusirana na mitologiju serije o izvanzemaljcima nego je riječ o samostojećem trileru s horor zapletom, sličnom pojedinačnim epizodama serije (Čudovište tjedna). Priča prati Muldera i Scully koji već nekoliko godina nisu u FBI-u; Mulder živi u izolaciji kao bjegunac, a Scully je postala doktorica u bolnici kojom upravlja Katolička crkva gdje se prijateljski povezala s ozbiljno oboljelim pacijentom. Ali nakon što FBI agentica misteriozno nestane, a bivši svećenik optužen za pedofiliju počne tvrditi da ima vizije otete agentice, Mulder i Scully nevoljko pristanu pomoći FBI-ju zbog svoje pozadine istraživanja neobjašnjivog i paranormalnog.
Film se očekivao već u studenom 2001. godine, nakon što je s emitiranjem završena deveta sezona serije, ali se nalazio u produkcijskom paklu punih šest godina da bi snimanje napokon započelo u prosincu 2007. godine u Vancouveru (Kanada). Film je sa svojom službenom kino distribucijom u Australiji i Njemačkoj započeo 24. srpnja 2008. godine; u Sjevernoj Americi dan kasnije, a u Izraelu, Kuvajtu i Hrvatskoj 31. srpnja iste godine. U Velikoj Britaniji film je krenuo u kina 1. kolovoza 2008. godine, u Hong Kongu 4. kolovoza, a u Japanu tek 7. studenog. Svjetska premijera filma održala se 23. srpnja u Hollywoodu, a premijera u Velikoj Britaniji održana je 30. srpnja u London's Empireu na Leicester Squareu. Nakon početka kino distribucije film je uglavnom dobio pomiješane ili negativne kritike gledatelja, ali i samih filmskih kritičara.

### Deseta sezona (2016.)
Deseta sezona serije Dosjei X sa svojim emitiranjem u SAD-u započela je 24. siječnja 2016. godine na televizijskoj mreži Fox. Sezona se sastoji od šest epizoda, a s emitiranjem je završila 22. veljače 2016. godine. Radnja serije odvija se četrnaest godina nakon završetka devete sezone i sedam godina nakon emitiranja drugog dugometražnog filma Dosjei X: Želim vjerovati, a prati FBI agente Muldera i Scully koji nanovo otkrivaju postojanje izvanzemaljaca i njihovu povezanost s vladom.
Televizijska mreža Fox nakon dugogodišnjeg nagađanja najavila je da će se serija vratiti u limitiranom formatu od šest epizoda. Nakon što je sezona završila s emitiranjem pobrala je pomiješane kritike filmske struke. Druga, treća i četvrta epizoda dobile su uglavnom pozitivne ocjene od kojih je treća epizoda naziva Mulder and Scully Meet the Were-Monster najviše hvaljena. Za razliku od njih, prva, peta i šesta epizoda dobile su lošije kritike, a epizode koje su vezane uz mitologiju serije (prva i šesta) dobile su izrazito negativne ocjene.

#### Popis epizoda
- My Struggle
- Founder's Mutation
- Mulder and Scully Meet the Were-Monster
- Home Again
- Babylon
- My Struggle II

### Jedanaesta sezona (2018.)
Jedanaesta i posljednja sezona serije Dosjei X premijerno je prikazana 3. siječnja 2018. Sezona se sastoji od deset epizoda i završila je 21. ožujka 2018.Radnja sezone počinje odmah nakon finala prošle sezone,a potraga za Mulderovim i Scullynim sinom Williamom glavna je priča sezone.

#### Popis epizoda
- My Struggle III
- This
- Plus One
- The Lost Art of Forehead Sweat
- Ghouli
- Kitten
- Rm9sbG93ZXJz
- Familiar
- Nothing Lasts Forever
- My Struggle IV

## Utjecaj serije

### Kritike
Ian Burrell iz britanskih novina The Independent nazvao je seriju "jednom od najvećih kultnih serija moderne televizije". Richard Corliss iz Time magazinea nazvao je seriju "kulturnim fenomenom 90-tih". Hal Boedeker iz Orlando Sentinela napisao je 1996. godine da se serija razvila iz voljenog kulta u pravi televizijski "klasik". The Evening Herald istaknuo je da serija ima "fantastičan utjecaj" na televiziju, čak i veći od serije Simpsoni. Novinari iz Virgin Medije napisali su da je najupečatljiviji lik iz epizoda Čudovište tjedna (Monster of the Week) bio Eugene Tooms (Squeeze i Tooms).
Pilot epizoda uglavnom je bila dobro prihvaćena od strane gledatelja i kritičara. Variety je istaknuo da epizoda "koristi već viđeni koncept", ali je hvalio produkciju i sam potencijal serije. Za glumu je Variety napisao: "Duchovnyjevo ocrtavanje ozbiljnog znanstvenika sa smislom za humor trebalo bi mu donijeti obožavatelje, a Andersoničina sumnja u fenomene dobro se nadograđuje. Čine se kao dobar tim...". Variety je također hvalio scenarij i režiju: "Mandelovo opušteno režiranje uz Carterov ingeniozan scenarij i umjetničku prezentaciju dovoljni su da održe na životu ovaj znanstveno-fantastični uradak." Zaključili su: "Carterovi dijalozi su svježi bez da su samosvjesni, a likovi se trude. Serija započinje s pravom količinom imaginacije što predstavlja novost za današnji televizijski program." Entertainment Weekly istaknuo je da je Scully "bila pravi skeptik" u pilot epizodi, ali tijekom sezone njezin lik se razvio u onog koji vjeruje. Nakon što je s emitiranjem završila četvrta epizoda, magazin je nazvao Dosjee-X "serijom s najviše paranoje i subverzivnosti na televiziji" te istaknuo "fantastične tenzije između Andersonice i Duchovnog."
Amy H. Sturgis komentirala je osmu sezonu serije i hvalila Andersoničinu glumu kao Scully, a za novi lik Johna Doggetta napisala da "nikako nije Mulderovski". Collin Polonowonski iz DVD Timesa rekao je da osma sezona sadržava "više pogodaka nego promašaja u cijelosti", ali je negativno ocijenio epizode koje se odnose na mitologiju serije nazivajući ih "najslabijima" u sezoni. Jesse Hassenger iz PopMattersa kritizirao je osmu sezonu, tvrdeći da je Robert Patrick promašen kao glumac za ovu seriju istovremeno nazivajući ponovne pojave Davida Duchovnog izrazito plitkima.

### Nagrade i nominacije
Serija Dosjei-X sveukupno je osvojila 70 različitih televizijskih nagrada, a bila nominirana u 148 kategorija. Što se prestižnih televizijskih nagrada Emmy tiče, serija je bila nominirana za njih 102, a osvojila je sveukupno 26 nagrada. Nominacije i nagrade ostvarene su u različitim kategorijama (uključujući i one za montažu, glumu, seriju i masku).
Startajući od prve sezone, James Castle, Bruce Bryant i Carol Johnsen osvojili su nagradu Emmy u kategoriji najbolje uvodne špice 1994. godine. 1995. godine serija je bila nominirana u sedam kategorija za nagradu Emmy, ali nije osvojila niti jednu. Međutim, za treću sezonu serija je osvojila 5 nagrada Emmy od sveukupno 8 nominacija. 1997. godine serija je osvojila tek tri nagrade (jednu od njih u kategoriji najbolje glumice - Gillian Anderson) od 12 nominacija. 1998. godine serija je osvojila tek dvije nagrade Emmy od čak 15 nominacija. Sljedeće godine također je osvojila samo jednu nagradu od sveukupno 8 nominacija (u kategoriji najbolje maske za epizode Two Fathers i One Son). Sedma sezona serije osvojila je tri Emmy nagrade (maska, zvuk i specijalni efekti) od šest nominacija. Osma sezona nije bila toliko uspješna, jer je bila nominirana tek u dvije kategorije od kojih je osvojila jednu i to onu za najbolju masku u seriji (za epizodu Deadalive). Posljednja epizoda serije, The Truth, bila je jedina epizoda devete sezone koja je nominirana za nagradu Emmy i to u kategoriji najbolje originalne glazbe (Mark Snow) koju je izgubila.

### Obožavatelji
Kako se krug obožavatelja serije polako razvijao iz manjih grupa u svjetski fenomen, digitalne telekomunikacije počele su dolaziti do izražaja. Prema New York Timesu "ovo je možda bila prva televizijska serija u povijesti koja je rast svoje publike mogla zahvaliti internetu". Dosjei-X su inkorporirali nove tehnologije u svoju priču od početka sezona: Mulder i Scully često su komunicirali mobitelima, e-mailom s tajnim doušnicima koji su činili okosnice epizoda Colony i Anasazi, a The Lone Gunmen su bili poklonici Interneta već 1994. godine. Mnogi obožavatelji Dosjea-X imali su pristup internetu. Uskoro su obožavatelji prozvani nadimkom X-Philes te u međusobnoj online korespondenciji razglabali o epizodama serije na neslužbenim stranicama, stvarali razne zajednice s drugim obožavateljima diljem svijeta te pisali svoje vlastite fikcije iz svijeta serije.
Dosjee-X također su gledali "i oni koji inače ne prate znanstveno-fantastični žanr". Chris Carter uvijek je izjavljivao da je to serija koja se temelji na sadržaju, ali mnogi obožavatelji smatraju da se serija temelji na likovima. David Duchovny i Gillian Anderson bili su okarakterizirani kao "Internet seks simboli". Kako je serija dobivala na popularnosti, stvarane su razne podgrupe poput "shippersa" koji su se nadali romantičnoj ili seksualnoj vezi između Muldera i Scully ili onih koji su već "čitali" njihov odnos "između redaka". Ostale grupe svoju su pažnju usmjeravale na zvijezde u seriji, njihove likove dok su drugi stvorili supkulturu "slash" fikcije. U ljeto 1996. godine jedan novinar je napisao: "Postoje cijeli forumi na internetu koji su posvećeni odnosu između Muldera i Scully". Uz razglabanja o pojedinačnim epizodama serije, obožavatelji na internetu upotrebljavali su akronime poput "UST" (unresolved sexual tension) ili "COTR" (conversation on the rock) kako bi produbili diskusije o njihovom odnosu za koji je akronim bio "MSR" (Mulder Scully relationship).
Producenti serije u početku nisu udovoljavali željama obožavatelja koji su navijali za vezu između Muldera i Scully: "Carter je konstantno uvjeravao one koji su se protivili njihovoj romantičnoj vezi da do toga neće doći. To mu je omogućavalao da uvjerljivo negira činjenicu da se uspjeh serije dogodio zbog njezine originalnosti, a ne zbog toga što su mnogi očekivali romantiku između dvoje glavnih likova." Pisca koji postaje opsjednut sa Scully u epizodi šeste sezone Milagro neki su isčitali kao Mulderov alter ego, shvaćajući da je do tog trenutka serije "Scully već bila zaljubljena u Muldera unatoč Carterovoj autorskoj namjeri". Scenaristi su ponekad odavali počast najvećim obožavateljima serije dajući njihova imena nekim manjim likovima od kojih je svakako najpoznatiji primjer Leyle Harrison u epizodi osme sezone Alone.

## Utjecaji na seriju
Chris Carter je naveo televizijske serije kao što su Alfred Hitchcock Predstavlja, Zona sumraka, Night Gallery, Tales from the Darkside te posebno Kolchak: The Night Stalker koje su uvelike utjecale na razvoj serije Dosjei-X. Carter je rekao: "Prisjećajući se te serije koju sam obožavao rekao sam direktorima Foxa: 'Na televizijskim mrežama nema više ničega strašno. Napravimo strašnu seriju.'" Glumac Darren McGavin koji je u seriji Kolchak: The Night Stalker glumio Carla Kolchaka pojavio se u dvije epizode Dosjea-X kao agent Arthur Dales.
Carter je istaknuo da je na odnos između Muldera i Scully (platonski sa seksualnim tenzijama) snažan utjecaj imala kemija između Johna Steeda (Patrick Macnee) i Emme Peel (Diana Rigg) iz britanske televizijske serije The Avengers iz 60-tih godina prošlog stoljeća. Jedan novinar pisao je da postoji mogućnost da je na seriju utjecala serija Quatermass autora Nigela Knealea. Kneale je bio pozvan da bude jedan od scenarista serije Dosjei-X, ali je on to odbio. Za kultnu hit seriju s početka 90-tih godina prošlog stoljeća, Twin Peaks također se smatra da je utjecala na mračnu atmosferu Dosjea-X i njezinu čestu nadrealnu dramu i ironiju. David Duchovny se pojavio kao transvestit, ujedno i agent DEA u seriji Twin Peaks, a s Mulderovim likom povlačile su se učestale paralele s glavnim likom iz serije Twin Peaks - agentom FBI-a Daleom Cooperom.
Producenti i scenaristi serije Dosjei-X izjavili su da su filmovi Svi predsjednikovi ljudi, Three Days of the Condor, Bliski susreti treće vrste, Otimači izgubljenog kovčega, Rashomon, Stvor, Momci iz Brazila, Kad jaganjci utihnu i JFK snažno utjecali na razvoj serije. Scena na kraju epizode pete sezone Redux II direktan je homage poznatoj montažnoj sekvenci s kraja filma Kum. Carterova upotreba kontinuiranih kadrova u epizodi šeste sezone Triangle snimljena je prema poznatom Hitchcockovom filmu Uže. U ostalim epizodama čiji je scenarist Carter prisutne su reference na filmove, kao i u onima čiji je scenarist bio Darin Morgan.

## Serija i filmovi na DVD-ovima
U Hrvatskoj je izdana kompletna serija (svih 9 sezona) skupa s oba filma. Svi diskovi imaju hrvatske titlove i ogromnu količinu posebnih dodataka - identični su izdanjima koji su izdani za europsko tržište (2. regija).

### Knjige
- Cavelos, Jeanne. The Science of the X-Files (New York : Berkley Boulevard Books, 1998.), 288 pp.
- Genge, N.E. The Unofficial X-Files (New York: Crown Trade Paperbacks, 1995.), 228 pp.
- Hatfield, James; and Burt, George "Doc". The Unauthorized X-Files (New York: MJF Books, 1996.), 309 pp.
- Kowalski, Dean A. (ed.), The Philosophy of The X-Files (Lexington: University Press of Kentucky, 2007.), 275 pp.
- Lavery, David (ed.), Deny All Knowledge: Reading The X-Files (Syracuse, N.Y.: Syracuse University Press, 1996.), 280 pp.
- Lovece, Frank The X-Files Declassified (New York, N.Y.: Citadel Press, 1996.), 246 pp.
- Lowry, Brian. Trust No One: The Official Third Season Guide to The X-Files (New York: Harper Prism, 1996.), 266 pp.

### Eseji
- Burns, Christy L. "Erasure: Alienation, Paranoia, and the Loss of Memory in The X-Files", Camera Obscura—45 (Volume 15, Number 3), 2000, pp. 195–224.
- Cantor, Paul. "Mainstreaming Paranoia: The X-Files and the Delegitimation of the Nation-State", Gilligan Unbound: Pop Culture in the Age of Globalization (Rowman & Littlefield, 2001), pp. 111–198.
- Hersey, Eleanor. "Word-healers and code talkers: Native Americans in The X-Files", Journal of Popular Film and Television, Fall 1998.
- Kellner, Douglas. "The X-Files and the Aesthetics and Politics of Postmodern Pop", The Journal of Aesthetics and Art Criticism, Vol. 57, No. 2, Spring 1999, pp. 161–175.
- Koven, Mikel J. "Have I Got a Monster for You: Some Thoughts on the Golem, "The X-Files" and the Jewish Horror Movie", Folklore, Vol. 111, No. 2, October 2000, pp. 217–230.
- Peterson, Paul C. "Religion in The X-Files", Journal of Media and Religion, Volume 1, Number 3, 2002, pp. 181–196.
- Scodari, Christine; and Felder, Jenna L. "Creating a pocket universe: 'Shippers', fan fiction, and The X-Files online", Communication Studies, Fall 2000.
- Seibel, Klaudia. "'This is not happening': The Multi-layered Ontology of The X-Files", In: Narrating TV Series: Towards an Analysis of Narrative Strategies in Contemporary Television Series, eds. Gaby Allrath and Marion Gymnich (Basingstoke: Palgrave Macmillan, 2005), pp. 114–131.

## Vanjske poveznice
- Dosjei-X u internetskoj bazi filmova IMDb-a
- The X-Files Wiki— wiki stranica o televizijskoj seriji Dosjei-X, filmovima i spin-offovima
- BBC X-Files Site Odjel Dosjea-X na BBC-u s informacijama, fotografijama, intervjuima i drugim.
- The X-Files: I Want To Believe (2008.)
- X-File on Main St.  Arhivirana inačica izvorne stranice od 19. veljače 2012. (Wayback Machine)